# Томас, Райан
Райан Джаред Томас (англ. Ryan Jared Thomas; 20 декабря 1994, Те Пуке, Новая Зеландия) — новозеландский футболист, вингер нидерландского клуба ПЕК Зволле.
Выступал за сборную Новой Зеландии.

## Клубная карьера

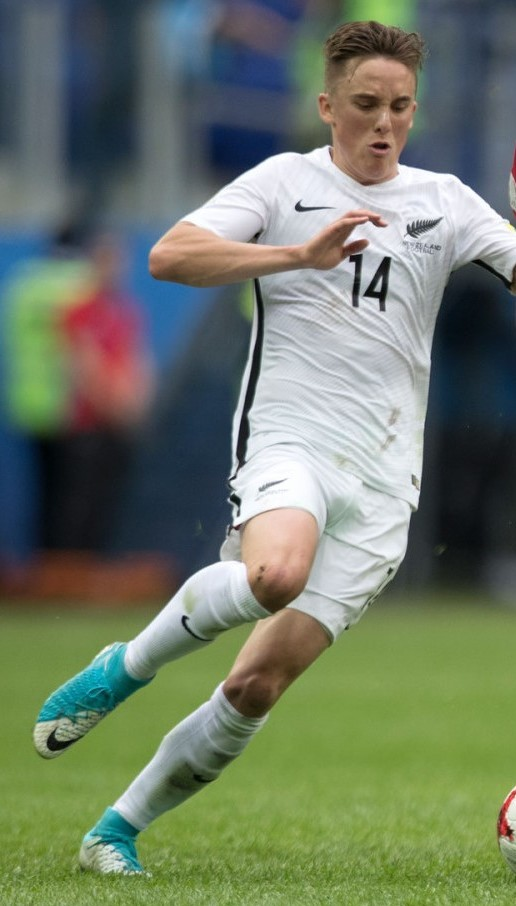
Томас в составе сборной Новой Зеландии

Томас начал карьеру в клубе «Уаикато». 23 октября 2011 года в матче против «Окленд Сити» он дебютировал в чемпионате Новой Зеландии. 18 февраля в поединке против «Хокс Бэй Юнайтед» Райан забил свой первый гол за «Уаикато». В своём дебютном сезоне Томас помог клубу выйти в финал Кубка Новой Зеландии.
Летом 2013 года Райан перешёл в нидерландский клуб ПЕК Зволле. 2 ноября в матче против ПСВ он дебютировал в Эредивизи. 1 февраля 2014 года в поединке против «Роды» Томас забил свой первый гол за новую команду. В своём дебютном сезоне Райан помог «Зволле» выиграть Кубок Нидерландов, сделав в финале «дубль» против амстердамского «Аякса». В том же году он стал обладателем Суперкубка.
Летом 2018 года Томас перешёл в ПСВ. Сумма трансфера составила 2,8 млн евро.

## Международная карьера
В 2013 году в составе молодёжной сборной Новой Зеландии Томас выиграл молодёжный Кубок Океании на Фиджи. На турнире он сыграл в матчах против команд Папуа Новой Гвинеи, Новой Каледонии и Фиджи. В поединке против фиджийцев Райан забил гол.
Летом того же года Томас принял участие в молодёжном Чемпионате мира в Турции. На турнире он сыграл в матчах против команд Узбекистана, Уругвая и Хорватии.
5 марта 2014 года в товарищеском матче против сборной Японии Томас дебютировал за сборную Новой Зеландии. 28 марта 2017 года в отборочном матче чемпионата мира 2018 против сборной Фиджи он сделал дубль, забив свои первые голы за национальную команду.
В 2017 году Томас принял участие в Кубке конфедераций в России. На турнире он сыграл в матчах против команд России, Мексики и Португалии.

### Голы Райана за сборную Новой Зеландии
| #   | Дата          | Место                                                   | Противник          | Счёт | Результат | Соревнование                     |
| --- | ------------- | ------------------------------------------------------- | ------------------ | ---- | --------- | -------------------------------- |
| 01. | 28 марта 2017 | Веллингтон Риджонал Стэдиум, Веллингтон, Новая Зеландия | Фиджи              | 1:0  | 2:0       | Чемпионат мира 2018 квалификация |
| 02. | 28 марта 2017 | Веллингтон Риджонал Стэдиум, Веллингтон, Новая Зеландия | Фиджи              | 2:0  | 2:0       | Чемпионат мира 2018 квалификация |
| 03. | 28 марта 2017 | Дуглас Филд, Уаитакере, Новая Зеландия                  | Соломоновы Острова | 4:1  | 6:1       | Чемпионат мира 2018 квалификация |

## Достижения
Командные
 ПЕК Зволле
- Обладатель Кубка Нидерландов — 2013/2014
- Обладатель Суперкубка Нидерландов — 2014

Международные
 Новая Зеландия (до 20)
- Молодёжный Кубок Океании по футболу — 2013